# آمار رسمی

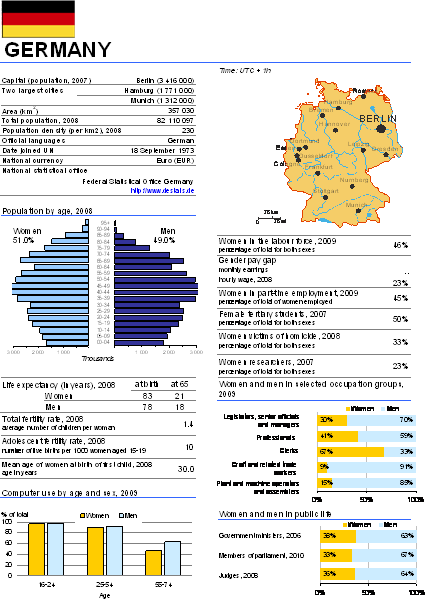
مجموعه هایی از آمار رسمی

آمار رسمی (انگلیسی: Official statistics) به گزارش‌های آماری اطلاق می‌شود، که توسط موسسات حکومتی، سازمان‌های دولتی یا بین‌المللی، به صورت عمومی منتشر می‌گردد. آمار رسمی اغلب اطلاعات کمی یا کیفی مربوط به حوزه‌های مختلف زندگی شهروندان مانند توسعه اقتصادی و اجتماعی، شرایط زندگی، وضعیت سلامت، آموزش و محیط‌زیست را در بر می‌گیرد.